# Davis Phinney
Davis Phinney (Boulder, Colorado, 10 de juliol de 1959) va ser un ciclista estatunidenc, que fou professional entre 1985 i 1993. Durant aquests anys aconseguí més de 60 victòrie, destacant dues etapes al Tour de França i el Campionat nacional de ciclisme en ruta de 1991. Anteriorment, com a amateur, va prendre part en els Jocs Olímpics de Los Angeles de 1984, en què guanyà la medalla de bronze en la contrarellotge per equips. Una vegada retirat va continuar vinculat a aquest esport com a comentarista. Phinney fou diagnosticat Parkinson als 40 anys. De resultes va fundar la Davis Phinney Foundation (DPF) per recollir diners per a la recerca i investigació d'aquesta malaltia. Està casat amb Connie Carpenter-Phinney i és pare de Taylor Phinney, ambdós ciclistes.

## Palmarès
- 1984
  - Bronze a la contrarellotge per equips dels Jocs Olímpics de Los Angeles
- 1985
  - Vencedor de 3 etapes de la Coors Classic
- 1986
  - 1r a la Redlands Bicycle Classic
  - Vencedor d'una etapa del Tour de França
  - Vencedor de 3 etapes de la Coors Classic
- 1987
  - Vencedor d'una etapa del Tour de França
  - Vencedor d'una etapa de la Coors Classic
- 1988
  - 1r a la Coors Classic i vencedor de 4 etapes
  - 1r a la Volta a Florida i vencedor de 3 etapes
  - Vencedor d'una etapa del Tour de Romandia
- 1989
  - Vencedor de 2 etapes del Tour de Trump
- 1990
  - Vencedor d'una etapa de la Redlands Classic
- 1991
  -  Campió dels Estats Units en ruta
  - 1r a la Fitchburg Longsjo Classic
  - Vencedor d'una etapa del Tour DuPont
  - Vencedor de 2 etapes de la Cascade Cycling Classic
- 1992
  - Vencedor d'una etapa de la Cascade Cycling Classic
  - Vencedor d'una etapa de la Celestial Bicycle Classic
  - Vencedor d'una etapa de la Killington Stage Race
- 1993
  - 1r a la Fitchburg Longsjo Classic
  - Vencedor d'una etapa de la Cascade Cycling Classic

### Resultats al Tour de França
- 1986. Abandona (15a etapa). Vencedor d'una etapa
- 1987. Abandona (17a etapa). Vencedor d'una etapa
- 1988. 105è de la classificació general
- 1990. 153è de la classificació general

### Resultats al Giro d'Itàlia
- 1985. 104è de la classificació general
- 1988. 118è de la classificació general